# غو يون جونغ
غو يون جونغ (بالكورية: 고윤정)؛ هي عارضة أزياء وممثلة كورية جنوبية من وكالة MAA. ظهرت لأول مرة في التمثيل في المسلسل التلفزيوني هو مستبصر نفسي (2019)، ومنزل جميل (2020). اشتهرت بادوارها في خيمياء الأرواح (2022) موفينج (2023)، بالإضافة إلى فيلم مطاردة (2022).

## خلفيتها
ولدت في 22 أبريل 1996 في سيئول بكوريا الجنوبية. التحقت بجامعة سيئول للمرأة لدراسة الفن المعاصر.

## المسار المهني

### بداياتها
بعد تخرجها من جامعة سيئول للمرأة ، انضمت إلى ام اي اي إنترتينمنت كعارضة أزياء وممثلة. عملت مع العديد من الإعلانات التجارية للرياضات، مثل نايكي، وجورجيو أرماني، وريتز كراكرز والعديد من الإعلانات التجارية لشركة KT.

### التمثيل
في عام 2019 ، بعد أن أعربت عن اهتمامها وموهبتها في التمثيل، ظهرت لأول مرة في المسلسل التلفزيوني هو مستبصر نفسي، حيث لعبت دور كيم سو هيون.

## فيلموغرافيا

### افلام
| عام  | عنوان   | الدور       | ملاحظة   | المراجع       |
| ---- | ------- | ----------- | -------- | ------------- |
| 2022 | المطارة | جو يو جيونغ | دور داعم | [ 14 ] [ 15 ] |

### مسلسلات تلفزيونية
| عام       | عنوان                       | الدور             | ملاحظة    | المراجع |
| --------- | --------------------------- | ----------------- | --------- | ------- |
| 2019      | هو مستبصر نفسي              | كيم سو هيون       | دور داعم  | [ 16 ]  |
| 2021      | كلية القانون                | جيون يي سيول      | دور داعم  | [ 17 ]  |
| 2022      | خيمياء الأرواح              | ناك سو / تشو يونغ | ظهور خاص  | [ 18 ]  |
| 2022–2023 | خيمياء الأرواح: الضوء والظل | ناك سو / تشو يونغ | دور رئيسي | [ 19 ]  |
| 2025      | حياة المقيم الحكيمة         | اوه يي يونغ       | دور رئيسي | [ 20 ]  |

### مسلسلات ويب
| عام  | عنوان                   | الدور       | ملاحظة              | المراجع       |
| ---- | ----------------------- | ----------- | ------------------- | ------------- |
| 2020 | ملفات ممرضة المدرسة     | تشوي يو جين | دور الكاميو         | [ 21 ]        |
| 2020 | منزل جميل               | بارك يو ري  | دور داعم (الموسم 1) | [ 22 ]        |
| 2022 | رجال شرطة مبتدئين       |             | دور الكاميو         |               |
| 2023 | متنقل                   | جانغ هي-سو  | دور أساسي           | [ 23 ] [ 24 ] |
| 2023 | لعبة الموت              |             |                     | [ 25 ]        |
| 2025 | هل يمكن ترجمة هذا الحب؟ | تشا مو هي   |                     | [ 26 ] [ 27 ] |

## اعلانات
| عام  | العلامة التجارية | المنتج                                          | ملاحظة                                                |
| ---- | ---------------- | ----------------------------------------------- | ----------------------------------------------------- |
| 2022 | بوتشرون          | مجوهرات بوشرون إيلورس الفاخرة                   | H부쉐론의 여신, 고윤정                                |
| 2022 | بوتشرون          | حملة بوشرون "ألوان الربيع"                      | [فيديو] ألوان الربيع بوشرون - بوشرون كواتر            |
| 2021 | هويجاردين        | هويجاردين النباتية                              | [فيديو] هويجاردين النباتية، أضافة الربيع (30 ثانية)   |
| 2020 | لوريال           | ارماني بيوتي - جورجيو أرماني 2020 ليب ماستر 415 | [فيديو] جورجيو أرماني 2020 ليب مايسترو 415 إيلل كوريا |

## الجوائز والترشيحات
| قائمة الجوائز والترشيحات | قائمة الجوائز والترشيحات | قائمة الجوائز والترشيحات | قائمة الجوائز والترشيحات | قائمة الجوائز والترشيحات | قائمة الجوائز والترشيحات |
| السنة                    | الجائزة                  | الفئة                    | عن عمل                   | النتيجة                  | م.                       |
| ------------------------ | ------------------------ | ------------------------ | ------------------------ | ------------------------ | ------------------------ |
| 2022                     | جوائز بلو دراجون للافلام | أفضل ممثلة جديدة         | مطاردة                   | رُشِّح                      | [ 28 ]                   |
| 2022                     | جوائز بولي فيلم          | أفضل ممثلة جديدة         | مطاردة                   | رُشِّح                      | [ 29 ]                   |
| 2022                     | جوائز الناقوس الكبرى     | أفضل ممثلة جديدة         | مطاردة                   | فوز                      | [ 30 ]                   |

## روابط خارجية
- غو يون جونغ في هانسينما
- غو يون جونغ على موقع IMDb (الإنجليزية)
- غو يون جونغ على موقع ألو سيني (الفرنسية)
- غو يون جونغ على موقع ميوزك برينز (الإنجليزية)
- غو يون جونغ على موقع قاعدة بيانات الفيلم (الإنجليزية)
- غو يون جونغ على موقع ليتربوكسد (الإنجليزية)
- غو يون جونغ على موقع كينوبويسك (الروسية)